# Volejbolen klub Marek Junion-Ivkoni
Il Volejbolen klub Marek Junion-Ivkoni è una società pallavolistica maschile bulgara con sede a Dupnica: milita nel campionato di Superliga.

## Storia
Fondato nel 1996, il Volejbolen klub Marek Junion-Ivkoni raggiunge in pochi anni il massimo campionato bulgaro, ottenendo buoni risultati che la portano a giocare anche nelle competizioni europee: la ribalta arriva al termine della stagione 2011-12 quando si aggiudica il primo scudetto, qualificandosi per la prima volta alla Champions League; nella stagione 2012-13 riesce nell'impresa di conquistare sia il campionato che la Coppa di Bulgaria.

## Rosa 2013-2014
| N° | Nome                 | Ruolo | Data di nascita | Nazionalità sportiva |
| -- | -------------------- | ----- | --------------- | -------------------- |
| 1  | Martin Ivanov        | C     | 15 luglio 1988  | Bulgaria             |
| 3  | Yordan Peev          | P     | 23 giugno 1995  | Bulgaria             |
| 4  | Todor Valchev        | S/O   | 18 gennaio 1989 | Bulgaria             |
| 5  | Georgi Elchinov      | S     | 20 gennaio 1990 | Bulgaria             |
| 6  | Ǵorǵi Ǵorǵiev        | P     | 22 maggio 1992  | Macedonia del Nord   |
| 7  | Pavel Dushkov        | C     | 4 giugno 1992   | Bulgaria             |
| 8  | Zlatan Yordanov      | S     | 2 marzo 1991    | Bulgaria             |
| 9  | Angel Velkov         | S     | 11 marzo 1994   | Bulgaria             |
| 10 | Stanislav Velinchkov | S     | 6 novembre 1993 | Bulgaria             |
| 11 | Ventsislav Trifonov  | C     | 19 gennaio 1992 | Bulgaria             |
| 12 | Mihael Mandzhukov    | S/O   | 27 aprile 1994  | Bulgaria             |
| 13 | Martin Bozhilov      | L     | 11 aprile 1988  | Bulgaria             |
| 15 | Georgi Mihaylov      | C     | 13 luglio 1995  | Bulgaria             |
| 16 | Mihail Tsvetanov     | S     | 8 aprile 1995   | Bulgaria             |
| 17 | Borislav Apostolov   | C     | 7 dicembre 1990 | Bulgaria             |
| 18 | Venelin Kadănkov     | S     | 31 agosto 1987  | Bulgaria             |

## Palmarès
- Campionato bulgaro: 2

2011-12, 2012-13
- Coppa di Bulgaria: 1

2012-13